# 中國建築興業
中國建築興業集團有限公司，簡稱中國建築興業集團，以及中國建築興業（英語：China State Construction Development Holdings Limited，港交所：0830），於1969年創立當時名為「远东铝质工程公司」，而上市公司前身「遠東環球集團有限公司」。
遠東環球現時業務在全球經營承接商业大厦的玻璃幕墙工程，而曾在1991年12月12日於港交所主板上市，當時名為「远东铝质（集团）有限公司」，在1999年被中國航空技術集團總公司收購後，於8月5日除牌。2007年，遠東環球被Lotus China Fund II, L.P.及Starflash Investment Limited共同拥有之Showmost Group Limited進行收購，再次在2010年3月10日上市，當時的招股價為1.69港元，全球發行股本為3.62億股，集資額為6.1億港元。
遠東環球在上市時獲得中國建築國際以2000萬美元入股9.26%股權。2012年2月2日，中國建築國際提出以每股0.62元認購遠東環球10.38億新股，總代價為6.43億元。其後，中國建築國際提出以每股1.18全購遠東環球。

## 連結
- fareastglobal.com（页面存档备份，存于）